# Atlantische Hurrikansaisons 1800–1809
Das Jahrzehnt nach der Jahrhundertwende 1800 begann mit der Hurrikansaisons 1800–1809. Während nicht für jeden aufgetretenen Sturm Daten verfügbar sind, waren einige Teile der Küstenlinie bevölkert genug, um Daten über Hurrikanerscheinungen zu geben. Jede Saison war ein andauerndes Ereignis im jährlichen Zyklus der Bildung von tropischen Wirbelstürmen im Nordatlantischen Ozean, in der Karibischen See und im Golf von Mexiko. Am häufigsten bilden sich tropische Wirbelstürme zwischen Juni und November.

## Atlantische Hurrikansaison 1800
- Das Schiff Galgo sank am 9. Oktober während eines Hurrikans auf dem Südwestatlantik. Alle 25 Besatzungsmitglieder wurden gerettet.
- Ein minimaler Hurrikan schlug im August im Südosten von Louisiana zu, aber es wurde kein Datum spezifiziert.

## Atlantische Hurrikansaison 1801
- Nassau, Bahamas erlebte am 22. Juli einen Hurrikan. 120 Segelschiffe wurden an Land zerstört.

## Atlantische Hurrikansaison 1802
In dieser Zeit wurden keinerlei Stürme beobachtet.

## Atlantische Hurrikansaison 1803
- Im August traf ein Hurrikan die Westindischen Inseln. Er zog weiter durch Jamaika, bewegte sich nordwärts und traf wahrscheinlich später im selben Monat England. Er verursachte 121 Todesfälle.
- Ein Hurrikan schlug nahe der Chesapeake Bay am 29. August zu und verursachte mindestens einen Todesfall.
- Zusätzlich schlug ein minimaler Hurrikan nahe New Bern, North Carolina zu, aber es wurde kein Datum spezifiziert.

## Atlantische Hurrikansaison 1804
- Ein Hurrikan wurde zuerst nahe den Inseln über dem Winde am 3. September erblickt. Er zog nordostwärts und traf am 7. September als Großer Hurrikan Georgia. Er zog langsam weiter durch South Carolina und North Carolina und verließ am 9. das Festland. Der Hurrikan verursachte 500 Todesfälle.

### Sturm vom Oktober 1804
Später in der Saison zog ein Großer Hurrikan nordwestwärts über den Westatlantik. Er schlug bei Atlantic City, New Jersey am 9. Oktober zu und drehte nordostwärts ab. Als er Neuengland kreuzte wurde kalte Luft in die Zirkulation entladen und wurde außertropisch. Der Sturm brachte heftigen Schnee über den ganzen Nordosten, in einigen Gebieten bis zu 90 cm und tötete 8 Menschen. Das war die erste Beobachtung von Schnee durch einen an Land gegangenen Hurrikan.

## Atlantische Hurrikansaison 1805
In dieser Saison wurden keine Stürme beobachtet.

## Atlantische Hurrikansaison 1806
- 42 Todesfälle können einem Großen Hurrikan zugerechnet werden, der am 23. August die Südküste von North Carolina traf. Er zog auf das Meer hinaus und zerstörte englische und französische Schiffe, die an den Napoleonischen Kriegen beteiligt waren.
- Ein Hurrikan traf am 9. September Dominica, 457 Verunglückte waren das Resultat.
- Nur 11 Tage später traf ein anderer Hurrikan Dominica und verursachte zusätzliche 165 Todesfälle.
- Am 15. September traf ein Hurrikan Nordostflorida und zerstörte einige Häuser, aber tötete niemanden. Er war möglicherweise mit dem Hurrikan verbunden, der am 9. September Dominica traf.
- Später im Monat, genau am 28. September, schlug ein minimaler Hurrikan bei den Outer Banks von North Carolina zu und zerstörte ein Schiff.

## Atlantische Hurrikansaison 1807
Keine Stürme wurden beobachtet in dieser Saison.

## Atlantische Hurrikansaison 1808
- Ein minimaler Hurrikan traf am 12. September die Outer Banks und zerstörte den dortigen Leuchtturm.

## Atlantische Hurrikansaison 1809
- Ein Hurrikan trat im August nahe Tortola und Montserrat auf und tötete 62 Menschen.
- Ein anderer Hurrikan, womöglich mit dem vorherigen verbunden, traf am 17. August Puerto Rico. Er trieb über die Insel und verursachte eine „große Zahl Toter.“